# Tîșkovîci, Mostîska
Tîșkovîci (în ucraineană Тишковичі) este un sat în comuna Hidnovîci din raionul Mostîska, regiunea Liov, Ucraina.

## Demografie
Componența lingvistică a localității Tîșkovîci
     Ucraineană (100%)
Conform recensământului din anul 2001, toată populația localității Tîșkovîci era vorbitoare de ucraineană (100%).